# Gabriele Hinzmann
Gabriele Hinzmann (Schwerin, 31 mei 1947) is een atleet uit Duitsland.
Op de Olympische Zomerspelen van München in 1972 en op de
Olympische Zomerspelen van Montreal in 1976 nam Hinzmann voor Oost-Duitsland deel aan het onderdeel discuswerpen. In 1976 behaalde Hinzmann daarbij een bronzen medaille.
Op de Europese kampioenschappen in 1974 werd Hinzmann derde bij het discuswerpen.
- World Athletics: 14357935